# 691
691 (DCXCI) fue un año común comenzado en domingo del calendario juliano, en vigor en aquella fecha.

## Acontecimientos
- Finalización de la Cúpula de la Roca en Jerusalén..
- III Concilio de Zaragoza.[1]

## Nacimientos
- Hisham ibn Abd al-Malik, califato omeya que gobernó desde 724 hasta su muerte, en 743.

## Fallecimientos
- Teoderico III, rey franco de Neustria y Borgoña y de Austrasia (679-691).